# 江苏省肿瘤医院
江苏省肿瘤医院（江苏省肿瘤防治研究所），是中华人民共和国江苏省的一所医院，为三级甲等医院，位于南京市百子亭42号。

## 规模
江苏省肿瘤医院总床位574张，日门诊量448人次。